# Unije (sziget)
Unije (olaszul Unie) egy sziget Horvátországban, a Kvarner-öbölben, Lošinjtól északnyugatra. Egy település van rajta, az azonos nevű falu.

## Földrajza
Unije a legnagyobb és legjelentősebb szigete a Cres és Lošinj nyugati partjainál húzódó szigetsornak, melynek tagjai Zeča, Unije, Srakane Vela, Srakane Mala és Susak. A sziget sarló alakú, melynek kidomborodó oldala a nyílt tenger, homorú oldala pedig Lošinj szigete felé néz, melytől az Unije-csatorna választja el. Területe 16,87 km², 2011-ben 88 lakosa volt. A sziget mészkőből, valamint pleisztocén kori löszből és homokból épül fel. Legmagasabb pontja a Kalk 138 m magas. Partvonalának hosszúsága 38 km, tagoltsági együtthatója 2,6. Az északnyugati part meredek, itt a tengerben több zátony is található. Jelentősebb földfokai a Vnetak, Arbit, Vele stine, Lokunji és Maračol.
A sziget termékeny mezővel, ivóvízforrással rendelkezik. Feltételezhető, hogy ez a mező adta a sziget nevét. A görög „heneiosz” szó és a latin „nia” jelentése „mező” vagy „a mezőn”. Jelentős az olajbogyó termesztés, 1997 óta olajmalom is működik itt. A lakosság további bevételeit a halászat és a turizmus adja. Kompjáratok kötik össze Mali Lošinj, Ilovik, Susak és Srakani Veli szigeteivel. 1996-ban kis repülőtér is épült a szigeten. Egyetlen települése a nyugati parton fekvő Unije.

## Története
A szigeten már a történelem előtti időkben is éltek emberek. Ezt látszik igazolni a „Gradina” név, melyet Arbit és Malendarska vidékén a sziget északi és délkeleti végein is megtalálunk, és amely ősi illír erőd egykori létezésére utal. A szigeten ezen kívül három bronzkori erődítmény (Turan, Malanderski és Kaštel) maradványai is találhatók. A sziget déli részén egy római Villa Rusticát tártak fel. A római korban Unijén nagy olajfaültetvények voltak. Ebből a korból kutak és nyaralóépületek maradványaira bukkantak, míg a sziget északi részén római út maradványai is előkerültek.
1102-től Unije a Kvarner szigeteivel, Dalmáciával és Horvátország többi részével együtt a magyar királyok uralma alá került. A 15. század elején a Velencei Köztársaság része lett. 1797-ben Napoléon Bonaparte tábornok megdöntötte a Velencei Köztársaságot, területeit Franciaország és Ausztria között osztotta fel. Az osztrák uralom idején 1813 és 1918 között közigazgatásilag Isztriához csatolták, melynek tartományi székhelye Trieszt volt. A település 1867-től 1918-ig az Osztrák–Magyar Monarchia része volt, majd a rapallói szerződés értelmében a olasz uralom alá került. Az 1920-as évek jelentős gazdasági és demográfiai fellendülést hoztak. 1921-ben már 783 lakos élt a szigeten, mely ezzel elérte demográfiai csúcspontját. Ebben az időben két olajprés malom és egy kisebb halfeldolgozó üzem is működött itt. Az 1920-as évek végének gazdasági világválsága azonban sokakat az ország elhagyására késztetett. 1943-ban horvát és jugoszláv egységek szabadították fel. A német megszállás 1943-tól 1945. április 20-ig tartott. 1945 és 1990 között a szocialista Jugoszlávia része volt, majd az önálló horvát állam megalakulása után Horvátország része lett. 1978-ban a lošinji Jadranka vállalat mezőgazdasági és állattenyésztési tevékenységet kezdett itt, mely újabb gazdasági fellendülést hozott. Nagy esemény volt a sziget életében 1979. október 7., az elektromos áram bevezetése. Ekkor az iskola is megkezdte működését. A posta, a piac és az áramközpont működésének beindulása új munkahelyek létesítését eredményezte. A finn „Pekka Salminene Architects” cég 1987-ben megalapította az Unije Workshop nemzetközi központot, mely nemzetközi szemináriumokat, tanfolyamokat, kiállításokat szervez. 1997-ben a cég olajpréseléshez korszerű centrifugaprést vásárolt, mely lehetővé tette az olajtermelési hagyományok megújítását a szigeten. Unijénak 2011-ben 88 lakosa volt. A legjelentősebb megélhetési forrás a turizmus mellett a juhtenyésztés és olívaolaj termelés.

## Fordítás
Ez a szócikk részben vagy egészben  az   Unije című horvát Wikipédia-szócikk ezen változatának fordításán alapul.  Az eredeti cikk szerkesztőit annak laptörténete sorolja fel. Ez a jelzés csupán a megfogalmazás eredetét és a szerzői jogokat jelzi, nem szolgál a cikkben szereplő információk forrásmegjelöléseként.